# Ophiura maculata
Ophiura maculata is een slangster uit de familie Ophiuridae.
De wetenschappelijke naam van de soort werd in 1886 gepubliceerd door Hubert Ludwig.